# Молодий майстер
«Молодий майстер» (англ. назва The Young Master) — гонконгський фільм з Джекі Чаном і Єн Біяо в головних ролях. Фільм вийшов на екрани у 1980 році.

## Сюжет
Хлопець Лун на прізвисько «Дракон» і його брат «Тигр» Чен ходять до однієї школи ґунфу. Наближається щорічне змагання з танцю лева, де школа мусить перемогти, щоб виграти грошовий приз, інакше її доведеться закрити. Напередодні змагання Тигр впав з драбини і травмувався. Дракону доводиться його замінити. Під час змагань Дракон розуміє, що його брат удавав нещасний випадок, щоб взяти участь у змаганні за школу-конкурента.
Протиборча школа виграє змагання, і наставник, майстер Цін, покладає вину на Дракона. Але з'ясовується правда про зраду Тигра, за яку йому заплатили гроші. Наставник виганяє Тигра, той приходить до своїх нових хазяїв, але його відмовляються прийняти. Наступного дня наставник тієї школи зі своїми посіпаками приходять до суперників і насміхаються з них. Майстер Цін забороняє своїм учням вступити в бійку, а потім сварить їх за погану підготовку. Дракон просить покарати його, але не карати інших. Розчулений майстер Цін доручає Дракону повернути Тигра.
У пошуках брата Дракон відвідує суперників і викликає на двобій пихатого бійця Шенга, який з нього глузував. Однак, у тій школі Тигра не виявляється, бо він прийняв пропозицію допомогти звільнити небезпечного злочинця Кама. Тигра з іншими бійцями нападають на поліцейський конвой і його запам'ятовують як «чоловіка з білим віялом». Згодом поліціянт сприймає Дракона за Тигра і намагається його заарештувати. Він програє двобій проти Дракона та просить допомоги в начальника поліції Санг Кунга. Син і дочка начальника вирішують допомогти, поки батька немає на місці.
Дракон спиняється в старого чоловіка, який пригощає його чаєм. Це виявляється Санг Кунг, який влаштовує двобій свого сина проти Дракона. Спершу Дракон перемагає, проте потім зазнає поразки. Санг Кунг веде його до поліцейської дільниці. Дорогою Дракон тікає, та потім обоє потрапляють у болото. Хлопець вибирається і, сам того не знаючи, приходить до будинку Санг Кунга в пошуках місця де помитися. Дочка Санг Кунга впускає гостя до лазні. Потім повертається сам Санг Кунг, не помічаючи в будинку Дракона. Побачивши чужинця, Санг Кунг намагається його вбити, але врешті просто заковує в наручники. Дракон доводить, що він не той, кого розшукують
Кам планує пограбування банку, для чого залучає Тигра, але потім покидає його, щоб відволікти поліцію, а сам тікає з награбованим. Дракон рятує брата і переконує здатися Санг Кунгу. Потім вони домовляються, що з Тигра знімуть звинувачення, якщо Дракон затримає Кама.
У двобої проти Кама Дракон зазнає нищівних ударів. Але продажний чиновник, який був спільником Кама, не отримавши своєї частки награбованого, стає на бік Дракона. Він підказує слабкість ворога і Дракон врешті перемагає. Він зв'язує Кама та чиновника й приносить обох до міста. Майстер Цін пробачає Тигра, а Дракон здобуває славу, хоча й лишається після бою весь забинтований.

## В ролях
- Джекі Чан — Лун/Дракон
- Єн Біяо — четвертий брат
- Тін Фенг — майстер Цін
- Фенг Фенг — Ах Сак
- Веі Пеі — Чен/Тигр